# Vaszar
Vaszar is een plaats (község) en gemeente in het Hongaarse comitaat Veszprém. Vaszar telt 1624 inwoners (2001).